# Ballstedt
Ballstedt é um município da Alemanha, situado no distrito de Weimarer Land, no estado da Turíngia. Tem 3,34 km² de área, e sua população em 2019 foi estimada em 279 habitantes.